# Tomato Jaws
Tomato Jaws — музичний гурт з України, який грав в напрямі танцювальної музики. 
Створений у 2002 році. Дебютний альбом вийшов у 2004 році.

## Історія
Ініціатором створення тріо є Олександр Жижченко. Старший брат (сценічне ім'я Alex Junior) Нати Жижченко (другого учасника колективу) виховувався в музичній сім'ї. Кілька поколінь музикантів, в числі яких дідусь, майстер фольклорних та класичних музичних інструментів Олександр Шльончик, дали музичну освіту і прищепили любов до музики обом дітям. 
У 2001 році, після закінчення Естрадної кафедри Інституту культури і мистецтв, Alex Junior цікавився електронними напрямками музики, пізніше заснував свою школу електронної музики Innertion і звукозаписну студію під лейблом Innertion. У 2002 році пристрасть до електронної музики матеріалізувалося у створення колективу під назвою Tomato Jaws. До складу входили: DJ Kex, Алла Московка (Gorchitza LP) і Alex Junior (Олександр Жижченко). Tomato Jaws гастролювали клубами України і записали перший студійний альбом — «TomatoJaws» (2004). Пропрацювавши два роки, музиканти розбіглися. 
Потому народився новий формат «Tomato Jaws»: вже як дует у складі Олександра Жижченко (композитор / аранжувальник) і Нати Жижченко (поет / композитор / вокаліст / виконавець сольних партій на сопілці). 2006 року дует записав студійний альбом «No Concept». Після виступу на головній сцені КаZантипу популярність і впізнаваність колективу зросла. У 2006 році до колективу прийшов третій учасник — Playone (композитор / аранжувальник) і гурт почав працювати як електронне тріо. У такому складі записали новий студійний альбом «ONE SECRET», що вийшов на лейблі «Moon Records». 
Сингл «Be with Me EP» з реміксами від Dub Taylor aka Tigerskin, Cbass and Mikobene і Playomotion записаний на ірландському лейблі «Elevation Recordings». Команда працювала на одній сцені з Terry lee Brown junior, Yonderboi, Télépopmusik, Apparat, Curtis, Tom Kraft та іншими.
Влітку 2013 року гурт розпався через рішення Наталії Жижченко піти з проєкту і зайнятися сольним проєктом.

## Дискографія
- 2004 — TomatoJaws (Innertion Records UA)
- 2005 — No Concept (Innertion Records/Odyssey UA)
- 2008 — One Secret (Lavina music)
- 2010 — Feel Me (Moon Records)
- 2010 — Reconstructed (Moon Records)